# 莎拉·霍爾

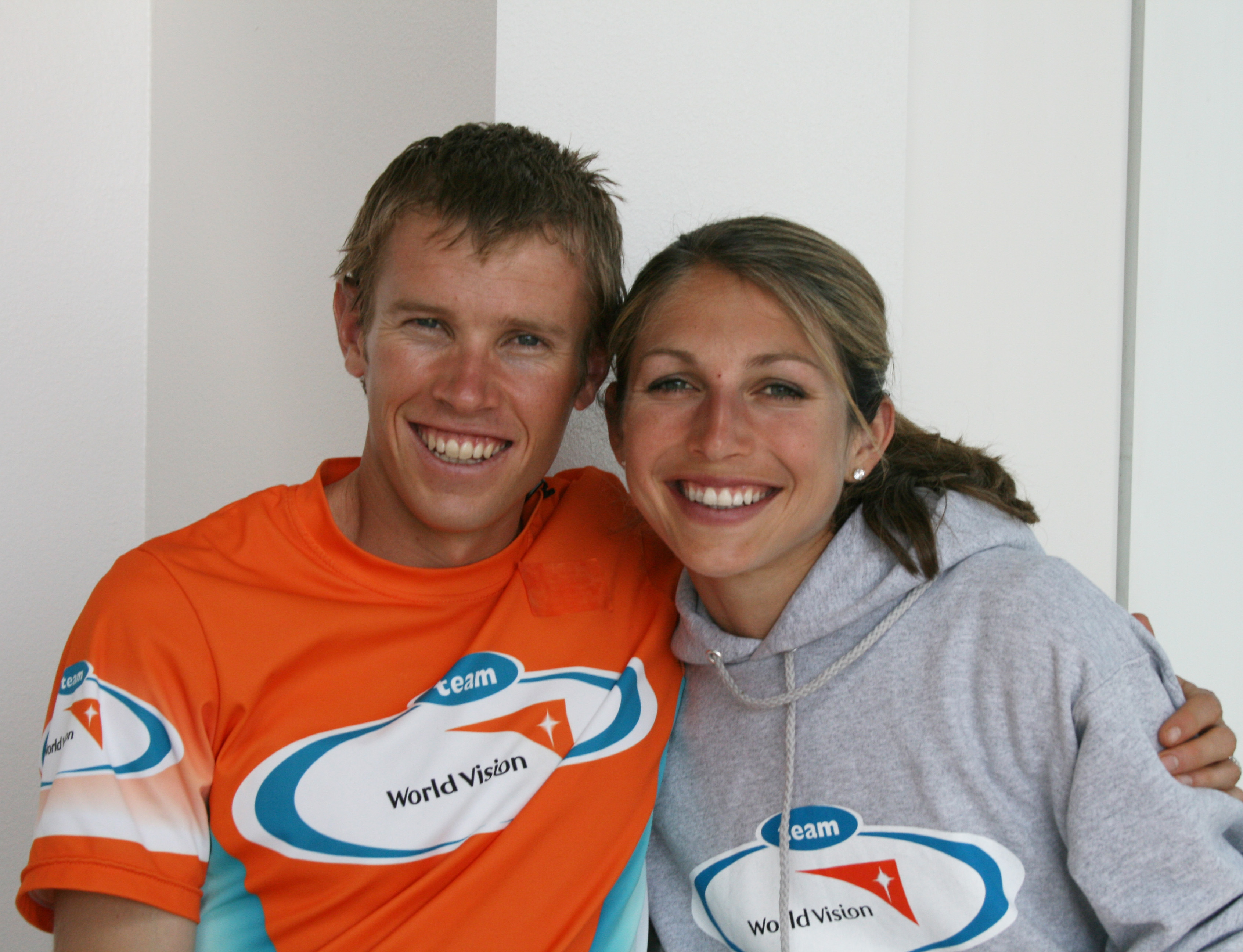
莎拉與其丈夫暨教練萊恩·霍爾（Ryan Hall）

莎拉·霍爾（英語：Sara Hall，1983年4月15日—）為美国職業长跑运动员，亞瑟士跑步俱樂部所屬。她的马拉松個人最佳成績是在菁英賽「馬拉松計畫」創下的2小時20分20分32秒，該賽事於2020年12月22日在亞利桑那州錢德勒舉辦，這使得霍爾成為美國女子歷代第三快的選手；其半程马拉松的成績（1小時07分15秒）亦是美國女子歷代第二快的選手。
霍爾曾代表美國於2011年泛美運動會贏得3000米障碍赛冠軍。

## 賽事成績
| 年份   | 賽事                 | 參加項目     | 成績          | 名次   |
| ------ | -------------------- | ------------ | ------------- | ------ |
| 2011年 | 2011年泛美運動會     | 3000公尺障礙 | 10分03秒16    | 第一名 |
| 2015年 | 洛杉磯馬拉松         | 馬拉松       | 2小時48分02秒 | 第22名 |
| 2015年 | 2015年世界越野錦標賽 | 成年女子賽   | 28分19秒      | 第20名 |
| 2015年 | 芝加哥馬拉松         | 馬拉松       | 2小時31分14秒 | 第十名 |
| 2016年 | 倫敦馬拉松           | 馬拉松       | 2小時30分06秒 | 第12名 |
| 2017年 | 東京馬拉松           | 馬拉松       | 2小時28分26秒 | 第六名 |
| 2017年 | 法蘭克福馬拉松       | 馬拉松       | 2小時27分21秒 | 第五名 |
| 2017年 | 加州國際馬拉松       | 馬拉松       | 2小時28分10秒 | 第一名 |
| 2018年 | 渥太華馬拉松         | 馬拉松       | 2小時26分19秒 | 第三名 |
| 2019年 | 柏林馬拉松           | 馬拉松       | 2小時22分16秒 | 第五名 |
| 2020年 | 倫敦馬拉松           | 馬拉松       | 2小時22分01秒 | 第二名 |
| 2021年 | 芝加哥馬拉松         | 馬拉松       | 2小時27分19秒 | 第三名 |
| 2022年 | 休士頓半程馬拉松     | 半程馬拉松   | 1小時07分15秒 | 第二名 |
| 2022年 | 東京馬拉松           | 馬拉松       | 2小時22分56秒 | 第八名 |
| 2022年 | 2022年世界田径锦标赛 | 女子馬拉松   | 2小時22分10秒 | 第五名 |

## 外部連結
- 莎拉·霍爾在的頁面